# Lamenia rubrolineata
Lamenia rubrolineata är en insektsart som beskrevs av Jacobi 1941. Lamenia rubrolineata ingår i släktet Lamenia och familjen Derbidae. Inga underarter finns listade i Catalogue of Life.